# Mevalonátová dráha

Diagram mevalonátové dráhy znázorňující přeměnu acetyl-CoA na isopentenylpyrofosfát, který je základním materiálem při syntéze isoprenoidů. Eukaryotická varianta je znázorněna černě, archeální varianty červeně a modře.

Mevalonátová dráha, také nazývaná isoprenoidová dráha nebo HMG-CoA reduktázová dráha je metabolická dráha přítomná u eukaryot, archeí a některých bakterií. Vznikají při ní dva pětiuhlíkaté stavební prvky - isopentenylpyrofosfát (IPP) a dimethylallylpyrofosfát (DMAPP), které slouží k syntéze izoprenoidů, skupiny biomolekul, kam patří například cholesterol, vitamin K, koenzym Q10 a steroidní hormony.
Výchozí látkou mevalonátové dráhy je acetylkoenzym A (acetyl-CoA) a konečnými produkty IPP a DMAPP. Na mevalonátovou dráhu jsou zaměřena léčiva ze skupiny statinů, sloužící ke snižování koncentrace cholesterolu v krvi, která inhibují HMG-CoA-reduktázu, enzym, jenž je součástí této dráhy.

## Svrchní část
Mevalonátová dráha má u eukaryot, archeí i bakterií stejný začátek. Zdrojem uhlíku je acetyl-CoA. V prvním kroku kondenzují dvě molekuly acetyl-CoA na acetoacetyl-CoA. Následně dojde ke druhé kondenzaci, čímž vznikne HMG-CoA (3-hydroxy-3-methyl-glutaryl-CoA). Redukcí HMG-CoA se tvoří (R)-mevalonát. Tyto kroky se označují jako svrchní mevalonátová dráha.

## Spodní část
Spodní mevalonátová dráha přeměňuje (R)-mevalonát na IPP a DMAPP a má 3 varianty. U eukaryot je mevalonát dvakrát fosforylován v pozici 5-OH a poté dekarboxylován na IPP. U některých archeí, jako je Haloferax volcanii, je mevalonát jednou fosforylován v pozici 5-OH, dekarboxylován na izopentenylfosfát (IP) a nakonec fosforylován za vzniku IPP, tato varianta se nazývá archeální mevalonátová dráha I. Třetí variantou, popsanou například u Thermoplasma acidophilum, dochází k fosforylaci mevalonátu v pozici 3-OH a poté v pozici 5-OH. Vzniklý metabolit, mevalonát-3,5-bisfosfát, se dekarboxyluje na IP a nakonec fosforyluje na IPP (zde jde o archeální mevalonátovou dráhu I).

## Regulace
Existuje několik enzymů, které mohou být aktivovány transkripční regulací pomocí aktivace SREBP. Tento nitrobuněčný senzor detekuje nízké koncentrace cholesterolu a stimuluje jeho endogenní tvorbu v HMG-CoA reduktázové dráze, podobně jako navýšení vstřebávání lipoproteinů regulací LDL receptoru. Regulace této dráhy může také probíhat skrz ovlivňování translace mRNA, degradace reduktázy a fosforylace.

## Farmakologický význam
Na mevalonátovou dráhu se zaměřuje několik druhů léčiv:
- Statiny (snižují koncentraci cholesterolu v krvi);
- Bisfosfonáty (používané k léčbě kostních degenerativních onemocnění)

## Vliv nemocí
Mevalonátovou dráhu ovlivňují tyto nemoci:
- Deficit mevalonátkinázy
  - Mevalonová acidurie
  - Hyperimunoglobulinemický D syndrom (HIDS).

## Alternativní dráhy
Rostliny, většina bakterií a někteří prvoci mohou vytvářet izoprenoidy jiným způsobem nazývaným methylerythritolfosfátová (MEP) nebo nemevalonátová dráha. Konečnými produkty mevalonátové i MEP dráhy jsou IPP a DMAPP, enzymatické reakce přeměňující acetyl-CoA na IPP jsou však odlišné. U vyšších rostlin MEP probíhá v plastidech, zatímco mevalonátová dráha v cytosolu. K bakteriím využívajícím MEP dráhu patří například Escherichia coli a Mycobacterium tuberculosis.

## Přehled reakcí
| Enzym                               | Reakce | Popis |
| Acetoacetyl-CoA thioláza            |        | Acetyl-CoA (citrátový cyklus) kondenzuje s dalším acetyl-CoA za vzniku acetoacetyl-CoA                                                               |
| HMG-CoA syntáza                     |        | Acetoacetyl-CoA kondenzuje s acetyl-CoA na 3-hydroxy-3-methylglutaryl-CoA (HMG-CoA).                                                                 |
| HMG-CoA reduktáza                   |        | HMG-CoA je pomocí NADH redukován na mevalonát. Tento krok při syntéze cholesterolu určuje rychlost reakce, a proto je vhodným cílem léčiv (statinů). |
| Mevalonát-5-kináza                  |        | Mevalonát je fosforylován v pozici 5-OH za vzniku mevalonát-5-fosfátu.                                                                               |
| mevalonát-3-kináza                  |        | Mevalonát je fosforylován na pozici 3-OH za tvorby mevalonát-3-fosfátu. Spotřebuje se jeden ekvivalent ATP.                                          |
| mevalonát-3-fosfát-5-kináza         |        | Mevalonát-3-fosfát je fosforylován na pozici 5-OH za vzniku fosfomevalonátu. Spotřebuje se jeden ekvivalent ATP.                                     |
| fosfomevalonátkináza                |        | Mevalonát-5-fosfát se fosforyluje na mevalonát-5-pyrofosfát. Spotřebuje se jeden ekvivalent ATP.                                                     |
| mevalonát-5-pyrofosfátdekarboxyláza |        | Mevalonát-5-pyrofosfát se dekarboxyluje za tvorby isopentenylpyrofosfátu (IPP). Spotřebuje se 1 ekvivalent ATP.                                      |
| isopentenylpyrofosfátizomeráza      |        | Isopentenylpyrofosfát je izomerizován na dimethylallylpyrofosfát.                                                                                    |